# Bloque Meta
Bloque Meta é uma organização neo-paramilitar colombiana envolvida no narcotráfico e no conflito armado que ocorre no país. A história de Bloque Meta pode ser rastreada até as Autodefesas Unidas da Colômbia ou AUC. Quando as AUC foram desmobilizadas em 2006, muitos ex-membros da organização formaram o ERPAC, que viria a tornar-se, em parte, o Bloque Meta, dando continuidade à luta contrarrevolucionária contra as FARC nas planícies orientais da Colômbia. Sobretudo, o Bloque Meta é considerado uma das organizações de tráfico de drogas mais brutais da Colômbia. O grupo pode ter cerca de 260 membros no total. 

## História recente
Acredita-se que o Bloque Meta foi criado por ex-membros das AUC que se recusaram a desmobilizar juntamente com o que restou da coalizão AUC. Estes membros formaram a ERPAC, que se desintegraria em 2009, formado duas facções: Bloque Meta e Libertadores del Vichada. Estes grupos lutam entre si pelo controle do tráfico de drogas no leste do departamento de Meta. O líder do Bloque Meta, alias 'Orozco', afirmou em uma entrevista recente que a luta contra os Libertadores del Vichada era política e não pelo tráfico de drogas. 